# Диарбекир (крепост)
Крепостта Диарбекир е историческа крепост в района Сур, Диарбекир, Турция. Състои се от вътрешна крепост и външна крепост. Разположен в басейна на горното течение на река Тигър, укрепеният град Диарбекир и прилежащият към него район са важен градски център още от Елинистическата епоха, който запазва значението си при римляните, Сасанидите, византийците, арабите и османците и до днес. Вътрешната крепост, Ичкале, включва защитен насип от римско време. Стените са дълги 5.8 km и имат множество кули, порти, бойници и надписи.
Основните порти на крепостта са: порта Даğ (планина), порта Урфа, порта Мардин и порта Йени (Нова). Стените датират от стария римски град Амида и са построени в сегашния им вид в средата на четвърти век от император Констанций II. Те са най-широката и най-дългата цялостна отбранителна стена в света след Голямата китайска стена (Теодосиевите стени в Константинопол например са с по-голяма дължина, но не са непрекъснати).
ЮНЕСКО добавя крепостта заедно с прилежащите градини Хевсел към своя предварителен списък през 2000 г. и я посочва като обект на световното културно наследство през 2015 г. заедно с градините Хевсел.

## Галерия
- Районът Сур е заобиколен от градски стени. Източната половина на заградения град, изобразен тук, е срината през 2015 – 2016 г. по време на кюрдско-турския конфликт. През 2017 г. e разрушена западната половина.
- План на Диарбекир през 16 век.